# Monmouth Rebellion
Die Monmouth Rebellion, auch bekannt als Pitchfork Rebellion, Revolt of the West oder West Country Rebellion, war ein Versuch, König Jakob II. zu stürzen. Jakob war nach dem Tod seines älteren Bruders Karl II. am 6. Februar 1685 König von England, Schottland und Irland geworden. Er war katholischen Glaubens, weshalb sich einige Protestanten seiner Herrschaft widersetzten. James Scott, 1. Duke of Monmouth, der älteste uneheliche Sohn Karls II., behauptete, dass er der rechtmäßige Thronerbe sei und versuchte, Jakob II. abzusetzen.
Nach dem Fehlschlag der Rye-House-Verschwörung, deren Ziel es war, Karl II. und Jakob 1683 zu ermorden, wurden Pläne erörtert, den Monarchen zu stürzen. Daraufhin ging Monmouth ins selbstgewählte Exil in die Niederlande. Die Monmouth Rebellion war abgestimmt mit dem Argyll's Rising, einer Rebellion in Schottland, wo Archibald Campbell, 9. Earl of Argyll, mit einer kleinen Streitmacht landete. Der Duke of Monmouth erfreute sich vor allem im Südwesten Englands großer Beliebtheit, weshalb er plante, dort lokal Truppen zu rekrutieren und die Gegend unter seine Kontrolle zu bekommen, bevor er nach London marschieren wollte.
Monmouth landete am 11. Juni 1685 bei Lyme Regis. In den folgenden Wochen kämpfte seine wachsende Armee aus Nonkonformisten, Handwerkern und Landarbeitern in einigen Auseinandersetzungen gegen lokale Milizen und die Armee, die von Louis de Duras, 2. Earl of Feversham und John Churchill, 1. Baron Churchill of Sandridge, dem späteren Duke of Marlborough, kommandiert wurde. Monmouths Truppen konnten nicht mit der englischen Armee mithalten und scheiterten daran, die Stadt Bristol einzunehmen. Die Rebellion endete mit der Niederlage der Armee Monmouths in der Schlacht von Sedgemoor am 6. Juli 1685.
Monmouth wurde am 15. Juli 1685 für Hochverrat hingerichtet. Viele seiner Unterstützer wurden während der Bloody Assizes vor Gericht gestellt und wurden zum Tod verurteilt oder verbannt. Jakob II. konnte seine Macht festigen und regierte bis 1688, als er in der Glorious Revolution durch Wilhelm von Oranien gestürzt wurde.

## James Scott, 1. Duke of Monmouth
James Scott, 1. Duke of Monmouth, war ein unehelicher Sohn Karls II. Es gab Gerüchte, dass Karl Monmouths Mutter Lucy Walter geheiratet habe, dafür gab es allerdings keine Beweise und Karl selbst sagte von sich stets, er habe nur eine Ehefrau gehabt, Katharina von Braganza.

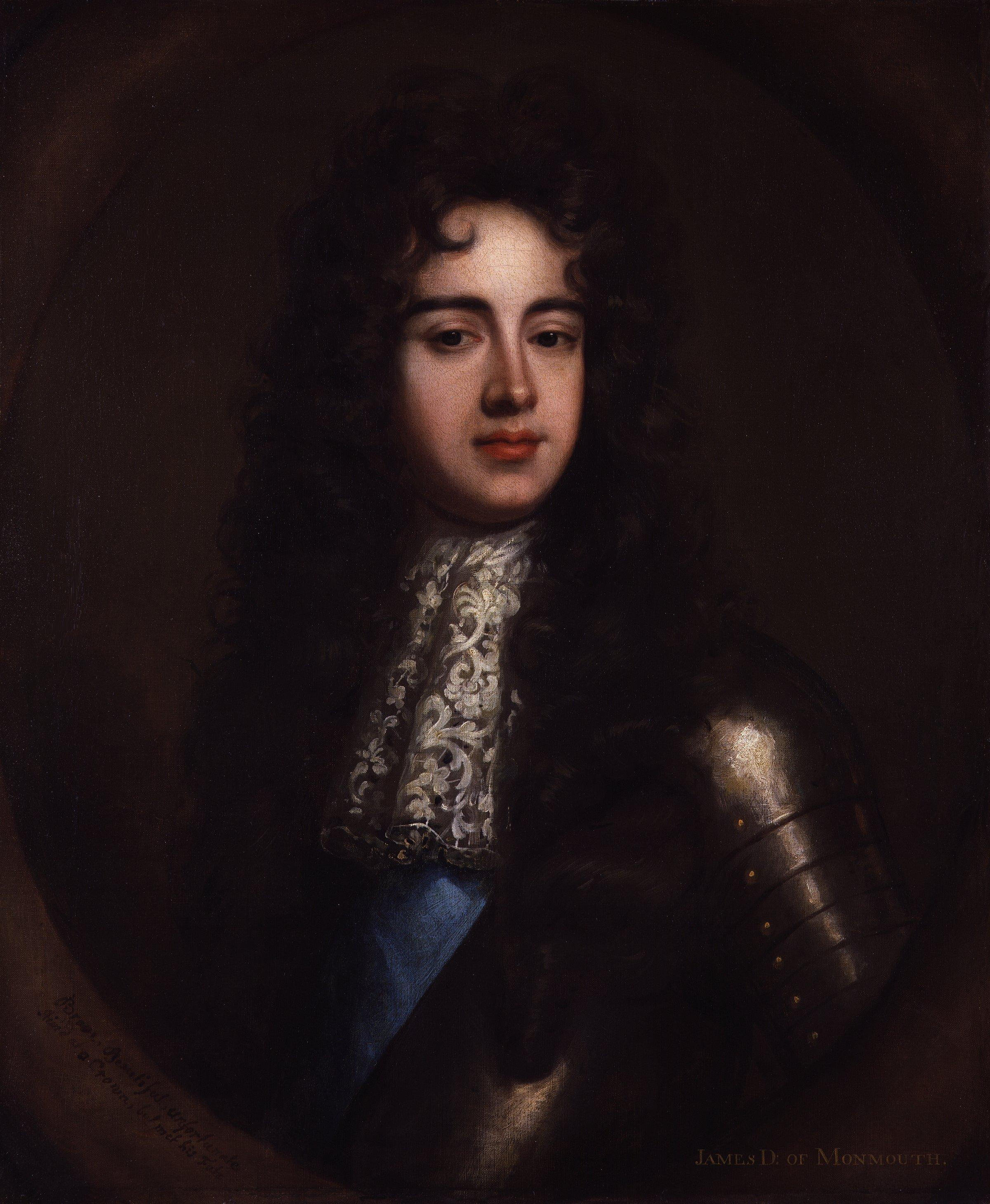
James Scott, Duke of Monmouth

Monmouth wurde von seinem Vater 1672 zum Oberbefehlshaber der englischen Armee und 1678 zum Kapitän-General ernannt, da er als Kommandeur einer britischen Brigade in der französischen Armee im Dritten Englisch-Niederländischen Krieg einige Erfolge erzielen konnte.

## Hintergrund der Rebellion
Der Englische Bürgerkrieg hatte in Teilen der Bevölkerung Unmut über die Monarchie und die Strafen, die gegen Unterstützer des Commonwealth verhängt worden waren, hinterlassen. Besonders im Südwesten Englands gab es noch einige Städte, in denen die Opposition stark blieb. Die Furcht vor einem potenziellen katholischen Monarchen bestand fort, verstärkt dadurch, dass Karl II. und seine Frau keine Nachkommen hatten. Ein des Amtes enthobener Geistlicher, Titus Oates, berichtete sogar von einer angeblichen „Papisten-Verschwörung“, deren Ziel es war, Karl II. zu töten und seinen Bruder James, den Duke of York und späteren Jakob II., zum König zu machen. Der Earl of Shaftesbury, ein ehemaliger Regierungsminister und führender Gegner des Katholizismus, versuchte, James von der Thronfolge auszuschließen. Einige Parlamentarier schluge sogar vor, dass Karls unehelicher Sohn, James Scott, der spätere Duke of Monmouth, zum Thronerben erklärt werden sollte. Als 1679 der Exclusion Bill, welcher den Bruder des Königs, James, Duke of York, von der Thronfolge ausschließen sollte, kurz davor stand, im Parlament angenommen zu werden, löste Karl II. das Parlament auf. Zwei weitere Parlamente wurden 1680 und 1681 gewählt, jedoch wurden beide ebenfalls vom König aufgelöst, bevor sie den Bill verabschieden konnten.
Nach der Rye-House-Verschwörung 1683, einem Versuch, sowohl Karl, als auch James zu ermorden, ging Monmouth freiwillig ins Exil in die Niederlande und sammelte in Den Haag seine Anhänger um sich. Monmouth war Protestant und war 1680 durch den Südwesten Englands gereist, wo er in Städten wie Chard oder Taunton von der Menge freundlich empfangen worden war. Während der Lebzeit seines Vaters stellte sich Monmouth mit einem vergnüglichen Leben in den Niederlanden zufrieden, während er noch immer die Hoffnung hatte, doch noch friedlich den Thron besteigen zu können. Die Thronbesteigung Jakobs II. und seine Krönung in Westminster Abbey am 23. April 1685 setzten diesen Hoffnungen ein Ende.

## Planung der Rebellion
Die Monmouth Rebellion wurde in den Niederlanden geplant und mit einer weiteren Rebellion in Schottland koordiniert, die von Archibald Campbell, 9. Earl of Argyll, angeführt wurde. Mehrere Regionen in England wurden als mögliche Orte für die Rebellion in Betracht gezogen, neben dem Südwesten unter anderem auch Cheshire und Lancashire, da man dort die meisten Gegner der Monarchie vermutete. Argyll und Monmouth begannen beide ihre Expeditionen in den Niederlanden, wo Jakobs Neffe und Schwiegersohn, der Statthalter Wilhelm III. von Oranien, sie nicht an der Rekrutierung hinderte. Argyll segelte nach Schottland und rekrutierte dort nach seiner Ankunft vor allem Mitglieder seines eigenen Clans, der Campbells, für die schottische Revolte. Er war zuvor bereits an der Rye-House-Verschwörung beteiligt gewesen.
Ein weiteres wichtiges Mitglied der Rebellion war Robert Ferguson, ein fanatischer schottischer presbyterianischer Minister, bekannt als „the plotter“ (der Verschwörer). Es war Ferguson, der Monmouths Proklamation verfasste und am meisten befürwortete, dass Monmouth zum König gekrönt werden sollte. Thomas Hayward Dare war ein Goldschmied aus Taunton und Whig-Politiker, der über ein beträchtliches Vermögen und Einfluss verfügte. Er war nach Holland geflohen und wurde zum Zahlmeister der Rebellion.
Um Gelder für Schiffe und Waffen zu beschaffen, verpfändete Monmouth viele seiner Besitztümer. Seine Frau Anne Scott, 1. Duchess of Buccleuch, und ihre Mutter verpfändeten ebenfalls ihren Schmuck, um das niederländische Kriegsschiff Helderenberg zu leihen.

## Von Lyme Regis bis Sedgemoor

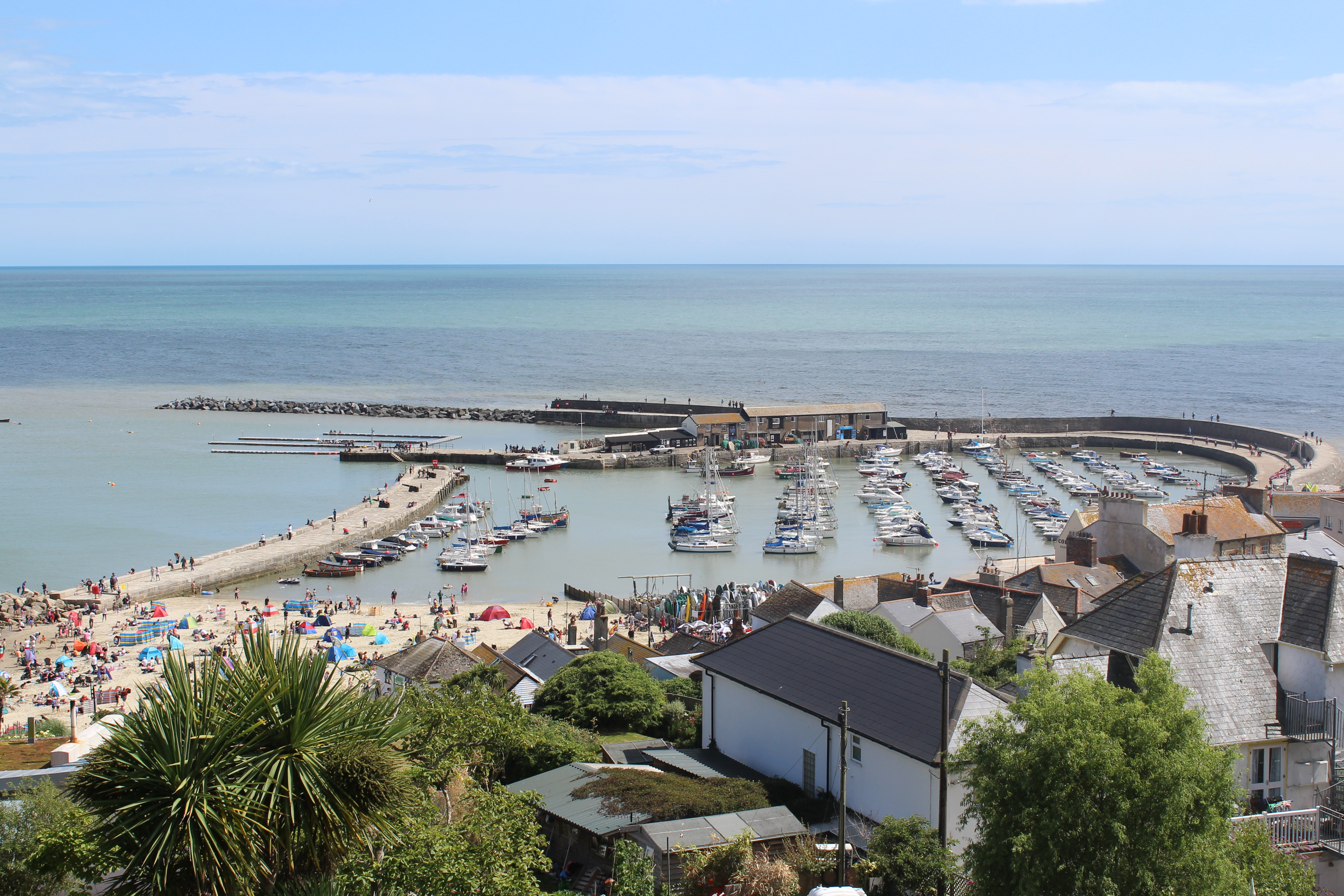
Lyme Regis Hafen, wo der Herzog von Monmouth 1685 landete.

Am 30. Mai 1685 stach Monmouth mit drei kleinen Schiffen, vier leichten Kanonen und 1500 Musketen an Bord in See. Sein Ziel war die Region South West England, die stark protestantisch geprägt war. Dort landete er am 11. Juni mit 82 Unterstützern, unter anderem Lord Grey of Warke, Nathaniel Wade und Andrew Fletcher of Saltoun. Am ersten Tag rekrutierten sie in Lyme Regis in Dorset etwa 300 Männer, wo eine von Ferguson vorbereitete Stellungnahme den König anprangerte.
König Jakob hatte bereits zuvor Informationen über die bevorstehende Verschwörung erhalten und wurde sofort nach Monmouths Landung gewarnt. Der Bürgermeister der Stadt, Gregory Alford, informierte lokale Milizen, während Samuel Damsell und ein weiterer Zollbeamter von Lyme nach London ritten, wo sie am 13. Juni ankamen. Um Monmouths Rebellen gegenzutreten, wurde John Churchill das Kommando über die Berufsfußsoldaten gegeben, der Earl of Feversham wurde zum Anführer des Feldzugs ernannt. Es dauerte einige Tage, um die Armee zu versammeln und von London in den Westen des Landes zu marschieren, deshalb wurde die erste Verteidigung den lokalen Milizen überlassen.

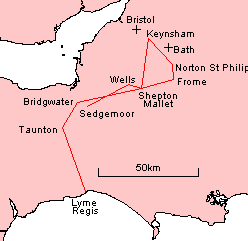
Route der Armee Monmouths

An den darauffolgenden Tagen kamen zusehends Freiwillige nach Lyme, die Monmouth ihren Dienst anboten. Am 15. Juni hatte er eine Stärke von mehr als 1000 Mann. Am 13. Juni verlor er zwei seiner wichtigsten Unterstützer, als Dare und Fletcher darum stritten, wer eines der besten Pferde reiten sollte. Fletcher erschoss Dare und wurde daraufhin unter Arrest gestellt und zur Fregatte Helderenberg zurückgesandt. Am nächsten Tag zogen 40 Kavallerie- und 400 Fußsoldaten unter dem Kommando von Lord Grey und Wade zu der nahegelegenen Stadt Bridport, wo sie auf 1200 Männer der lokalen royalistischen Dorset-Miliz stießen. Die Auseinandersetzung endete mit dem Rückzug Greys und Wades. Viele der Milizsoldaten desertierten und schlossen sich Monmouths Armee an. Nach dieser Konfrontation führte Christopher Monck, 2. Duke of Albemarle eine royalistische Streitmacht von Exeter in Richtung der Truppen des Charles Seymour, 6. Duke of Somerset, welche sich Lyme Regis von der entgegengesetzten Seite näherten.
Monmouth erfuhr vom Herannahen der royalistischen Verstärkungen und entfernte sich, marschierte jedoch nicht nach London, sondern führte seine Truppen in den Norden nach Somerset. Am 15. Juni kämpfte er mit der Miliz in Axminster und eroberte die Stadt, bevor sich die Milizen sammeln konnten. Mehr Rekruten schlossen sich seinen unorganisierten Truppen an, mittlerweile waren es um die 6000 Männer, vor allem Nonkonformisten, Handwerker und Landarbeiter, die mit Werkzeugen wie Heugabeln bewaffnet waren. Ein berühmter Unterstützer war der junge Daniel Defoe.

Standarte des Duke of Monmouth

In Taunton wurde Monmouth am 20. Juni 1685 entgegen der Wünsche einiger seiner republikanischen Unterstützer inoffiziell gekrönt. In Taunton trafen auch viele weitere Unterstützer ein und bildeten ein neues Regiment von 800 Mann. Die Dragoner des Königs unter Churchill näherten sich Monmouth weiter und trafen am 19. Juni in Chard ein. Mit der Hilfe lokaler Milizen versuchten sie, neue Rekruten, die in Taunton eintrafen, davon abzuhalten, sich Monmouth anzuschließen. Währenddessen verlegte Feversham seine Truppen nach Bristol, entsprechend seiner Vermutung, dass diese Stadt Monmouths nächstes Ziel sein würde.
Monmouth und seine anwachsende Streitmacht zogen weiter nördlich Richtung Bridgwater, wo er sich in Bridgwater Castle (21. Juni), Glastonbury (22. Juni) und Shepton Mallet (23. Juni) bei immer schlechter werdendem Wetter niederließ. In der Zwischenzeit nahm die Royal Navy Monmouths Schiffe ein und setzte somit allen Hoffnungen auf eine Flucht auf den Kontinent ein Ende. Außerdem bekamen die Streitmächte von Churchill, der nun in Chard war, und von Feversham, in Bristol, weitere Verstärkungen aus London.
Am 24. Juni lagerte Monmouths Armee bei Pensford und eine kleine Truppe kämpfte mit der Gloucester-Miliz, um die Kontrolle über Keynsham zu erringen, ein bedeutender Kreuzungspunkt über den Fluss Avon. Monmouth beabsichtigte, Bristol anzugreifen (zu dieser Zeit nach London die zweitgrößte und -bedeutendste Stadt). Allerdings erfuhr er, dass die Stadt von Henry Somerset, 1. Duke of Beaufort, besetzt war. Es gab ergebnislose Kämpfe mit einer von Feversham kommandierten Leibgarde. Diese Angriffe vermittelten den Eindruck, dass in der Nähe eine viel größere royalistische Streitmacht war, als es tatsächlich der Fall war. Mehrere Historiker haben spekuliert, dass Monmouth, wäre er so schnell wie möglich zu diesem Zeitpunkt nach Bristol marschiert, solange es nur von der Gloucestershire-Miliz verteidigt wurde, die Stadt möglicherweise hätte erobern können und das Endergebnis der Rebellion ein anderes gewesen sein könnte. Wenn Bristol erobert worden wäre, hätten sich vermutlich mehr Rekruten der Rebellion angeschlossen und ein späterer Marsch nach London wäre möglich gewesen.
Monmouth verließ sein Hauptquartier bei Keynsham Abbey und zog Richtung Bath, was ebenfalls von royalistischen Truppen besetzt war, was einen Einzug in die Stadt unmöglich machte. Er lagerte in Philips Norton (heute Norton St Philip), wo seine Streitkräfte am 27. Juni von Teilen der Truppe Fevershams angegriffen wurden. Der Duke of Grafton führte Kavallerie, Dragoner und 500 Musketiere in das Dorf, wo sie von den Rebellen umzingelt wurden und durch Hecken fliehen mussten, bevor sie von Churchill gerettet wurden. Jede Seite hatte etwa 20 Opfer, jedoch glaubten beide Seiten, dass der Gegner größere Verluste erlitten hatte.
Über Nacht marschierte Monmouth daraufhin nach Frome, wo er am 28. Juni ankam. Als Nachrichten von der Niederlage der Rebellion in Schottland Monmouths Streitkräfte erreichte, verlor die Truppe zusehends an Kampfmoral. Argylls kleine Streitkraft hatte in Schottland in mehreren kleinen Scharmützeln bei Greenock und Ellangreig gekämpft und Ardkinglas Castle erobert. Nach Unstimmigkeiten mit seinen wichtigsten Unterstützern darüber, wann und wo sie gegen die von Rosse und William Cleland angeführten Royalisten kämpfen sollten, schwanden jedoch seine Unterstützer und die schottische Rebellion scheiterte.
Die Rebellen, die nach Warminster ziehen wollten, kamen bis Trowbridge, wo royalistische Kräfte die Route abschnitten. Monmouth kehrte um und kam am 1. Juli in Wells an. Die Soldaten beschädigten den Bishop's Palace und die Westwand der Wells Cathedral, wo sie Blei vom Dach rissen, um Kugeln zu fertigen, Fenster zerbrachen, die Orgel und das Mobiliar zertrümmerten und zeitweise ihre Pferde im Mittelgang unterstellten.
Feversham wollte die Rebellen im Südwesten halten, bis der Rest seiner Truppen, unter anderem drei Bataillone britischer Söldner, die von Wilhelm von Oranien geschickt worden waren, ankam. Angesichts von Propaganda, die vermuten ließ, dass die Rebellen eine Armee von 40.000 Mann hatte und dass 500 royalistische Truppen bei Norton St Philip verloren worden waren, wurde Feversham befohlen, Monmouth anzugreifen. Am 30. Juni kamen die letzten Teile von Fevershams Armee, einschließlich der Artillerie, an und Monmouth wurde bis zu den Somerset Levels zurückgedrängt. Festgesetzt in Bridgwater, befahl er am 3. Juli seinen Truppen, die Stadt zu befestigen.

## Schlacht von Sedgemoor

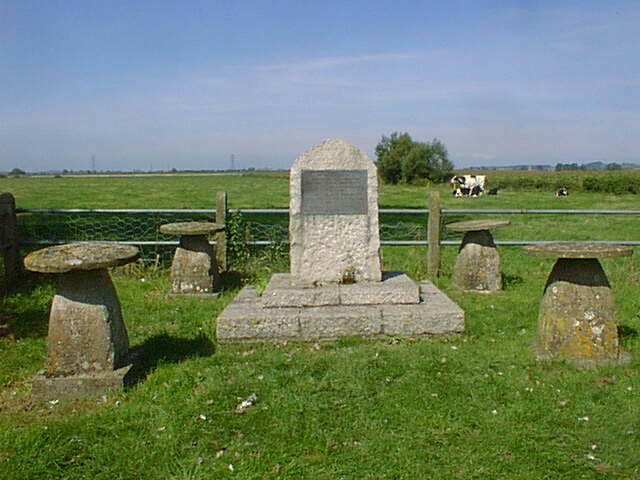
Gedenkstein für die Schlacht von Sedgemoor

Monmouth wurde letztlich von Feversham und John Churchill am 6. Juli in der Schlacht von Sedgemoor besiegt.
Nachdem Monmouths Truppen begonnen hatten, Bridgwater zu befestigten sandte er Teile seiner Kavallerie nach Minehead, um sechs Kanonen zu holen. Er plante, in Bridgwater zu bleiben, bis sie zurückgekehrt waren, um dann nach Bristol zu marschieren. Feversham und seine Armee von 500 Pferden und 1500 Milizsoldaten lagerten am Rand von Sedgemoor bei dem Dorf Westonzoyland. Monmouth konnte sie vom Turm der Kirche St Mary sehen und könnte sie von der Kirche St Mary in Chedzoy genauer inspiziert haben, bevor er sich zum Angriff entschied.
Monmouth führte seine unausgebildeten und schlecht ausgestatteten Truppen um 22.00 Uhr aus Bridgwater, um die Armee des Königs bei Nacht zu attackieren. Sie wurden von Richard Godfrey, dem Diener eines ortsansässigen Bauern, entlang der alten Bristol Straße in Richtung Bawdrip geführt. Mit ihrer begrenzten Kavallerie in der Vorhut gingen sie in Richtung Süden entlang der Bradney Lane und Marsh Lane und kamen zum offenen Moor mit seinen tiefen und gefährlichen Rhynes (Entwässerungsgräben).
Es kam zu einer Verzögerung, als sie einen Rhyne überquerten und die ersten Männer auf der anderen Seite schreckten eine royalistische Patrouille auf. Ein Schuss wurde abgefeuert und ein Reiter der Patrouille galoppierte davon, um Feversham Bericht zu erstatten. Lord Grey of Warke führte die Kavallerie der Rebellen vorwärts, sie wurden vom königlichen Reiterregiment angegriffen, was die restlichen royalistischen Truppen alarmierte. Die überlegene Ausbildung der königlichen Armee trieb die Rebellen in die Flucht. Monmouths ungeübte Unterstützer wurden schnell besiegt und Hunderte wurden durch Kanonen- und Gewehrschüsse niedergestreckt.
Die Zahl der Toten auf der Seite der Rebellen ist zwischen 727 und 2700 angegeben worden, die Opfer der Royalisten mit 27, die im Friedhof der Kirche St Mary the Virgin in Westonzoyland begraben wurden, die gleichzeitig als Gefängnis für die Soldaten der Rebellen diente.

## Nach Sedgemoor

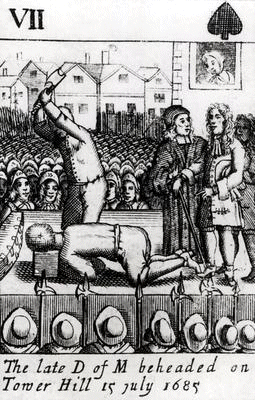
Hinrichtung Monmouths

Monmouth floh vom Schlachtfeld, wurde jedoch am 8. Juli in einem Graben gefangen (entweder in Ringwood im New Forest, oder in Horton in Dorset). Das Parlament hatte eine Bill of Attainder erlassen und am 13. Juni war Monmouth zum Tod als Verräter verurteilt worden, weshalb ein Prozess vor seiner Hinrichtung nicht nötig war. Obwohl er um Gnade bat und er angeblich zum Katholizismus konvertiert sei, wurde er am 15. Juli 1685 am Tower Hill von Jack Ketch enthauptet. Es heißt, dass mehrere Axtschläge nötig gewesen sein sollen, um seinen Kopf abzutrennen. Wenngleich manche Quellen sagen, es seien acht Schläge gewesen, schreibt die offizielle Internetseite des Tower of London, es wären fünf gewesen, Charles Spencer behauptet in seinem Buch Blenheim hingegen, es wären sieben gewesen. Der Henker in „Punch and Judy“ ist nach dem Henker Monmouths, Jack Ketch, benannt. Die Herzogswürden von Monmouth und Buccleuch verfielen mit dem Tod Monmouths.
Die anschließenden Bloody Assizes von Richter Jeffreys waren eine Serie von Prozessen gegen Monmouths Unterstützer, in deren Folge 320 Personen zum Tode verurteilt wurden und etwa 800 in die Karibik deportiert wurden.
Jakob II. nutzte die Niederschlagung der Rebellion, um seine Macht zu festigen. Er bat das Parlament, den Test Act und den Habeas Corpus Act aufzuheben, nutzte seine Macht, um Katholiken hohe Posten zu verschaffen und erhöhte die Mächtigkeit der ständigen Armee. Das Parlament widersetzte sich vielen dieser Handlungen und wurde am 20. November 1685 von Jakob aufgelöst. 1688 wurde Jakob in einem Staatsstreich von Wilhelm von Oranien in der Glorious Revolution gestürzt, nachdem mit der Geburt von James Francis Edward Stuart eine katholische Thronfolge wahrscheinlich geworden war.

## Rezeption in der Literatur
Die Monmouth Rebellion und die damit verbundenen Ereignisse bilden die Basis für mehrere fiktionale Werke. John Drydens Werk Absalom and Achitophel ist eine Satire, die zum Teil biblische Geschehen mit der Monmouth Rebellion gleichsetzt. Die Monmouth Rebellion spielt auch eine wichtige Rolle in Peter S. Beagles Roman Tamsin über einen 300 Jahre alten Geist, der sich mit dem Protagonisten anfreundet. Ebenso ist die Rebellion in R. D. Blackmores Roman Lorna Doone von Bedeutung. Arthur Conan Doyles historischer Roman Micah Clarke befasst sich direkt mit Monmouths Landung in England, dem Aufstellen seiner Armee und deren Niederlage in Sedgemoor. Mehrere Charaktere in Neal Stephensons Barock-Zyklus spielen eine Rolle in der Monmouth Rebellion und deren Folgezeit.
Dr. Peter Blood, der Held von Rafael Sabatinis Roman Captain Blood, wurde von Richter Jeffreys verurteilt und in die Karibik transportiert, wo er zum Piraten wird. Ein weiterer Roman Sabatinis, Mistress Wilding, spielt ebenfalls zu dieser Zeit und die Hauptfigur Anthony Wilding ist ein Unterstützer Monmouths. Die Monmouth Rebellion ist außerdem von Bedeutung in Martin Hyde: The Duke's Messenger von John Masefield, The Royal Changeling von John Whitbourn, For Faith and Freedom von Sir Walter Besant, Lilliburlero von Robert Neill und The Courtship of Morrice Buckler von A. E. W. Mason.